# Сърджан Джокович
Сърджан Джокович (на сръбски: Срђан Ђоковић или Srđan Đoković) е сръбски предприемач и бивш професионален скиор и треньор по ски. Той е баща на тенисистите Новак, Джордже и Марко Джокович.

## Биография
Джокович е роден в Косовска Митровица в семейството на Станка и Владимир и е израснал в близкия град Звечан, Косово, което по това време е част от Югославска република Сърбия. Той има сестра Йелена и по-малък брат Горан. След като завършва гимназия, се премества в Белград, за да учи право, но не го завършва. По-късно цялото семейство се премества в Белград. През зимата работи като треньор по ски в зимните курорти Копаоник и Брезовица, където се запознава с бъдещата си съпруга Дияна Жагар през 1986 г.